# HERC2
gena lui aparține familiei de gene HERC care codifică un grup de proteine neobișnuit de mari, care conțin domenii structurale multiple. Toți membrii au cel puțin o copie a unei regiuni N-terminale care prezintă omologie cu regulatorul ciclului celular RCC1 și un domeniu C-terminal HECT (omolog cu E6-AP C terminus) găsit într-un număr de ligaze de proteină ubiquitin E3. Variațiile genetice ale acestei gene sunt asociate cu variabilitatea pigmentării pielii / părului / ochiului. Pseudogeni multipli ai acestei gene sunt localizați pe cromozomii 15 și 16. [furnizat de RefSeq, Mar 2012]